# Río Damují
El río Damují es un curso fluvial cubano que recorre aproximadamente 90 km de este a oeste. Nace en el municipio cienfueguero de Lajas y fluye hacia el oeste, desembocando en la bahía de Cienfuegos.

## Descripción
Abarca los municipios de Rodas, Palmira, Abreus y Cienfuegos. Es el río más caudaloso e importante de la vertiente sur del país. Tiene como afluentes varios arroyos y riachuelos menores.  Con una longitud total aproximada de 90 km, el río Damují sirvió como vía de comunicación entre la ciudad de Cienfuegos y las poblaciones aledañas durante muchos años, pues casi 30 km de su curso son navegables. Posee una temperatura estimada de 22 °C.  Las principales naves de la Marina de Guerra cubana se llaman "clase Río Damují" en honor a este río. Desemboca en la bahía de Cienfuegos.
Aparece descrito en el segundo tomo del Diccionario geográfico, estadístico, histórico, de la isla de Cuba de Jacobo de la Pezuela de la siguiente manera:

Damují. (rio de.) Corriente la mas caudalosa de la J. de Cienfuegos, por la cual corre mas de 20 leguas, hácia el límite jurisdiccional del Part.º de Santa Isabel de las Lajas, en tierras de la hacienda de San Márcos, donde le forman tres ó cuatro arroyos, entre ellos el del Plátano. Corre al O. hasta el caserío de Cartagena. Dobla al S. y desagua al fondo de la bahía de Cienfuegos, sirviendo su curso de límite á los Part.º de Camarones y del Padre las Casas por la izquierda, y de Yaguaramar por la derecha. Su cuenca, bastante ámplia, se desarrolla en medio de una llanura fertilísima, hoy poblada de ingenios y antes de espesos y ricos bosques, siendo navegable 6 leguas desde su boca hasta el paso del Lechuzo, con fondo suficiente para pequeñas embarcaciones, las cuales en los diversos embarcaderos de los ingenios situados en sus orillas, reciben los productos de estas fincas y traen en retorno las provisiones necesarias desde la villa de Cienfuegos, á la cual hoy surte de agua el riachuelo Felipe, afluente izquierdo del Damují, á 4 leguas de aquella cabecera, en el Part.º del Padre las Casas. [...]
(Pezuela, 1863, pp. 235-236)